# Carolina Coronedi Berti
(Carolina Coronedi Berti, mostrando un orgoglio femminile inconsueto per i suoi tempi, presenta il suo Vocabolario dialettale bolognese)
Carolina Coronedi Berti (Bologna, 19 febbraio 1820 – Bologna, 1911) è stata una scrittrice italiana, pioniera degli studi etnolinguistici e demoantropologici.

## Biografia

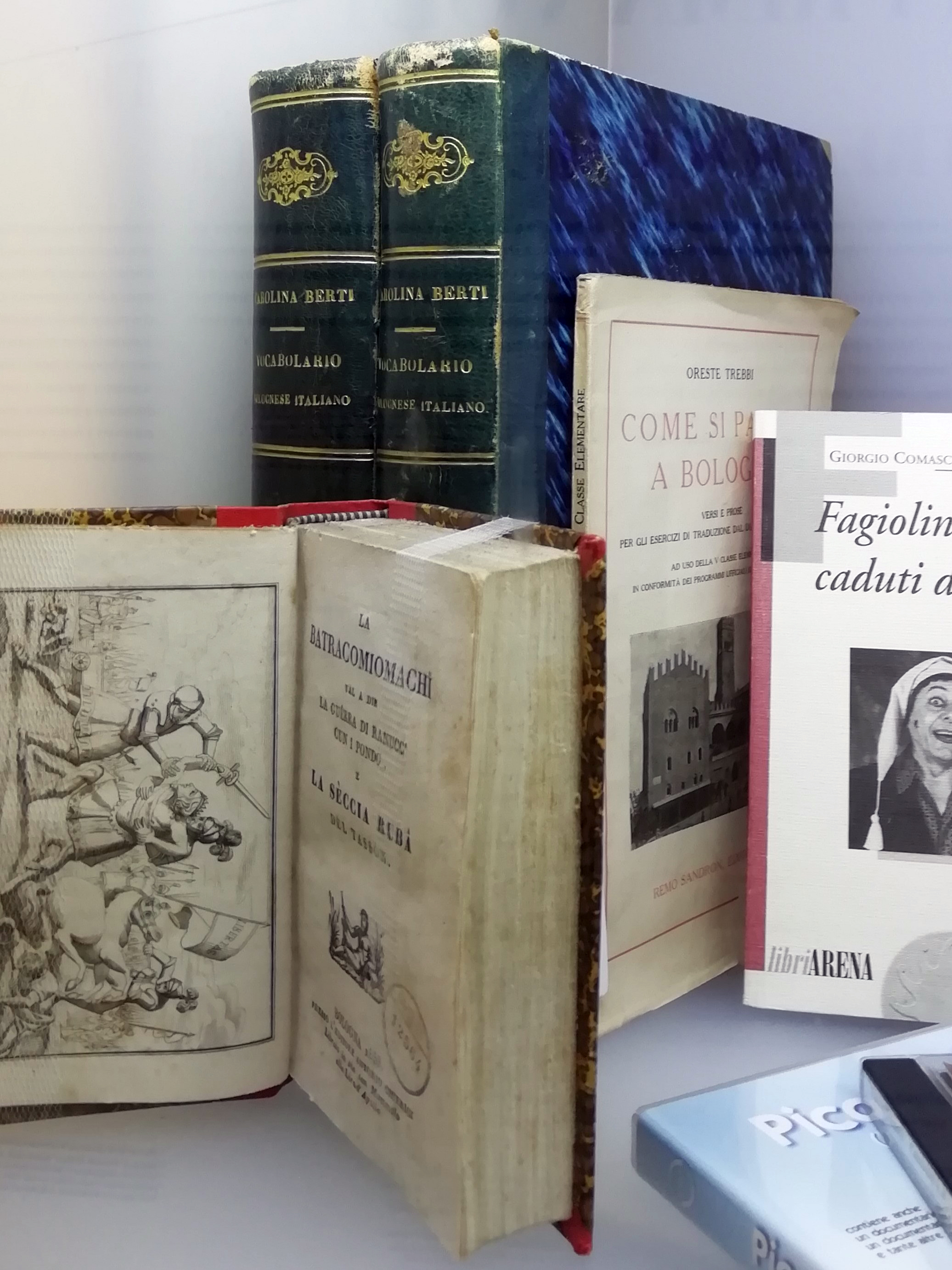
il Vocabolario bolognese italiano conservato nella teca del dialetto bolognese, al Museo della storia di Bologna.

Della storia di questa donna non si sa molto.
Fu socia della prestigiosa Commissione per i testi di lingua fondata nel 1860 e presieduta da Francesco Zambrini, col quale ebbe una fitta corrispondenza: fra l'altro, una delle pochissime fotografie della Coronedi, fa parte dell'album  fotografico dei soci della Commissione.
Nel periodo compreso fra il 1869 e il 1874 scrisse e pubblicò un famoso e fondamentale Vocabolario dialettale bolognese, opera in due volumi, preceduto da una grammatica da lei stessa compilata.
Nell'introduzione al Vocabolario, scrisse che l'opera di compilazione fu più ardua di quanto previsto e che più di una volta temette di non riuscire nell'impresa. E così spiegò l'obiettivo che si era prefissa: «Formai adunque l'idea di compilare un vocabolario, che al possibile racchiudesse in sé tutto il dialetto; di un vocabolario, cioè, che non solo facesse tesoro delle voci, ma ancora di proverbi e motteggi, non che di nostre maniere di dire, facendo così conoscere il maneggio di certi costrutti, il reggimento de' verbi, degli aggettivi, che danno per così dire, una fisonomia tutta propria a ciascuna lingua».
Oltre al vocabolario, produsse numerose opere sulle tradizioni popolari e sulla cultura bolognese, fra queste, le Favole bolognesi, ancora oggi assai godibili.
Morì a Bologna nel 1911 a 90 o 91 anni. È sepolta nel Chiostro V della Certosa di Bologna, nell'emiciclo dell'Ingresso Monumentale.

## Riconoscimenti
Per il centenario della morte è stato promosso il progetto "Una pioniera degli studi etnolinguistici e demoantropologici: Carolina Coronedi Berti (1820-1911)".
La città felsinea le ha anche dedicato una via.

## Opere
- Favole bolognesi di Carolina Coronedi Berti tradotte da Ombretta Zanetti (ediz. illustrata in Italiano e Bolognese), Bologna, Persiani Editore, 2021
- Vocabolario bolognese italiano, 2 voll., Bologna, Stab. tipografico di G. Monti, 1869-1874. Ristampa anastatica: Sala Bolognese, A. Forni, 1985.
- Di alcuni usi popolari bolognesi. Lettera al prof. Giuseppe Pitrè, Firenze, Tipografia editrice dell'Associazione, 1872.
- La fola del muretein. Novellina popolare bolognese, Firenze, Tipografia editrice dell'Associazione, 1873.
- Grammatica del dialetto bolognese, Bologna, Tipografia di G. Monti, 1874.
- Novelle popolari bolognesi raccolte da Carolina Coronedi-Berti, Bologna, Tipografia Fava e Garagnani, 1874. Ristampa anastatica: Bologna, Forni, 2011.
- Usi nuziali del contado bolognese, Firenze, Tipografia editrice dell'Associazione, 1874.
- Appunti di botanica bolognese : lettera al dott. Giuseppe Pitrè, Firenze, Tipografia editrice dell'Associazione, 1875.
- Appunti di medicina popolare bolognese, Roma, Tipografia tiberina, 1877.
- Favole bolognesi raccolte da Carolina Coronedi Berti, Bologna, Stab. tipografico succ. Monti, 1883. Ristampa anastatica: Sala Bolognese, A. Forni, 1981.
- Raccolta di giuochi usati nel bolognese esposti per gradazione di età, Roma, Forzani e C., 1894.